# Sozialpsychiatrie
Die Sozialpsychiatrie ist eine Arbeitsrichtung innerhalb der Psychiatrie, die sich mit sozialen Ursachen und Folgen psychischer Störungen beschäftigt. Sie kann als sozialmedizinischer Zweig der Psychiatrie verstanden werden und als Antwort auf Fragen der Antipsychiatrie. Schwerpunkt ist die Ursachenforschung, insbesondere die familiären und sozialen Beziehungen und die gesellschaftlichen und gesellschaftspolitischen Bedingungen, sowie die daraus ableitbaren Therapien.
Arbeitsgebiete der Sozialpsychiatrie sind die Epidemiologie, die Soziotherapie, Versorgungs- und Rehabilitationseinrichtungen für psychisch Kranke und die sozialpsychiatrischen Dienste.
Als Beginn der Sozialpsychiatrie betrachtet Asmus Finzen die Moralische Behandlung. Damit verbunden ist auch die Frage der sogenannten Armen Irren.

## Gemeindepsychiatrie
Die Gemeindepsychiatrie ist die praktische Anwendung der Sozialpsychiatrie im Sinne einer vernetzten psychiatrischen Versorgung in den Gemeinden, um die Ausgrenzung und eine institutionelle Unterbringung psychisch kranker Menschen zu vermeiden. In einigen deutschen Bundesländern und in der Schweiz wird der Begriff Gemeindepsychiatrie als Synonym zu Sozialpsychiatrie verstanden.
Dazu werden gezählt:
- Psychiatrische Stationen an allgemeinen Krankenhäusern
- Psychiatrische Institutsambulanzen (PIA)
- Tageskliniken (teilstationäre Krankenhausbehandlung an psychiatrischen Kliniken oder Institutsambulanzen)
- Sozialpsychiatrische Dienste der Landkreise und Städte
- Tagesstätten (ohne ärztliche Versorgung)
- Home treatment[4][5][6] (ambulante Betreuung der Kliniken)
- Arbeitsangebote wie z. B. Werkstätten für behinderte Menschen
- weitere Arbeits- und Wiedereingliederungsangebote, z. B. Berufliche Integrationsmaßnahmen[7]
- Kontakt- und Beratungsstellen von freien Trägern
- Betreutes Wohnen (BeWo), auch Hilfe zum selbstständigen Wohnen genannt
- ambulante psychiatrische Pflege (APP)

Angebote wie Ergotherapie, Musiktherapie, Tanztherapie, Sport und Gespräche werden in den Tageskliniken und Tagesstätten angeboten. Das Persönliche Budget ist seit 2008 eine neue Form der Finanzierung. Menschen mit Behinderung erhalten Geld, um Hilfe- und Assistenzleistungen einzukaufen.
Die Gemeindepsychiatrie kann, wie auch die Antipsychiatriebewegung, als Antwort auf eine unzureichende Versorgung in großen psychiatrischen Anstalten verstanden werden.
In einigen Landkreisen und Städten haben sich „Gemeindepsychiatrische Zentren“ (GpZ) oder „Sozialpsychiatrische Zentren“ (SPZ) etabliert. Gemeindenah werden hier verschiedene ambulante Hilfsangebote unter einem Dach zusammengefasst, zum Beispiel der Sozialpsychiatrische Dienst, Kontakt- und Beratungsstellen, Tagesstätten mit Arbeits- und Beschäftigungsangeboten, Betreutes Wohnen, Ambulante psychiatrische Pflege, Hilfen für Menschen im Alter und Hilfen für Kinder und Jugendliche psychisch kranker Eltern.